# 葛飾北斎が登場する大衆文化作品一覧
葛飾北斎が登場する大衆文化作品一覧（かつしかほくさいがとうじょうするたいしゅうぶんかさくひんいちらん）。

## 映画

### 実写映画
- 歌麿 夢と知りせば（1977年、日本ヘラルド映画） - 演：菅貫太郎（役名は北斎）
- 北斎漫画（1981年、松竹） - 演：緒形拳（役名は鉄蔵）[注釈 1]
- 写楽（1995年、松竹・松竹富士） - 演：永澤俊矢
- 必殺! 主水死す（1996年、松竹） - 演：鈴木清順
- HOKUSAI（2021年、SDP） - 演：城桧吏（少年期）[1] / 柳楽優弥（青年・壮年期）[2] / 田中泯（老年期）[2]
- 八犬伝（2024年、キノフィルムズ） - 演：内野聖陽[3]

### アニメ映画
- 百日紅 〜Miss HOKUSAI〜（2015年、東京テアトル） - 声：松重豊[4]

## テレビ番組

### テレビドラマ
- 必殺シリーズ（朝日放送 / テレビ朝日）
  - 必殺からくり人・富嶽百景殺し旅（1978年） - 演：小沢栄太郎
  - 必殺まっしぐら! 第10話「相手は草津温泉の乗っ取り男」（1986年10月17日） - 演：阿木五郎
  - 必殺スペシャル・新春 決定版!大奥、春日野局の秘密 主水、露天風呂で初仕事（1989年1月3日） - 演：東野英治郎
- だましゑ歌麿（テレビ朝日） - 演：原田龍二（役名は春朗）
  - だましゑ歌麿（2009年9月12日）[5]
  - だましゑ歌麿II（2012年）[6]
  - だましゑ歌麿III（2013年）[7]
  - だましゑ歌麿IV（2014年）[8]
- 眩〜北斎の娘〜（2017年、NHK総合〈特集ドラマ〉） - 演：長塚京三[9]
- 広重ぶるう（2024年3月23日、NHKBSプレミアム4K〈特集ドラマ〉） - 演：長塚京三[10][注釈 2]

### 教養番組
- 歴史秘話ヒストリア（NHK総合）
  - 第102回「いつだって負けずギライ～葛飾北斎 横町のオヤジは世界一～」（2012年2月22日） - 演：イッセー尾形[11]
  - 第291回「世界が驚いた３つのグレートウエーブ 葛飾北斎 パワフル創作人生」（2017年9月15日） - 演：イッセー尾形[12][注釈 3]
  - 第292回「おんなは赤で輝く 北斎の娘・お栄と名画のミステリー」（2017年9月22日） - 演：平岡秀幸[13]
- 若冲vs北斎〜夢の天才対決〜（2019年3月2日、NHKBSプレミアム） - 演：ムロツヨシ[14]
- 偉人の年収 How much?～浮世絵師 葛飾北斎～（2022年8月26日、NHKEテレ） - 演：今野浩喜[15]

### テレビアニメ
- タイムボカン 逆襲の三悪人 第13話「日本が世界に誇る浮世絵師葛飾北斎が93回も引っ越したビックリドッキリな理由とは!?」（2018年1月6日、日本テレビ） - 声：糸博
- ねこねこ日本史 第60回「葛飾北斎、描きまくる！」（2018年1月17日、NHKEテレ） - 声：小林ゆう

## 舞台
- 北斎漫画（1973年、紀伊國屋ホール） - 演：緒形拳[16]
- 北齋漫畫（2019年、東京グローブ座） - 演：横山裕[16]（役名は鉄蔵）
- 画狂人 北斎（2019年、NO.4） - 演：升毅[17]
  - 画狂人 北斎【令和三年版】（2021年） - 演：升毅[18][注釈 4]
  - 画狂人 北斎－2023－（2023年） - 演：西岡徳馬[19]
- 北斎マンガ（2023年、わらび座） - 演：鈴木裕樹[20]
- 贋作写楽（2023年、劇団そとばこまち） - 演：東學[21]

## ゲーム
- パレットパレード（2019年配信開始、シリコンスタジオ） - 声：前野智昭[22]